# Aguasán
Aguasán (Awasan Island) es una isla situada en Filipinas, adyacente a la de Mindanao. Corresponde al término municipal de la Ciudad de Surigao perteneciente a  la provincia de Surigao del Norte situada en la Región Administrativa de Caraga, también denominada Región XIII.

## Geografía
Isla situada  al norte de la ciudad de  Surigao, entre las islas de Hanigad (barrios de Aurora y de San Pedro) y las de Nonoc (barrios de Cantiasay, Nonoc y Talísay) separada por el canal de Gaboc; al sur de la bahía de Aguasán frente a las isla de Sugbuhán y de Tagboabo.
Administrativamente depende del barrio de Cantiasay cuya población se encuentra en la vecina isla de Nonoc.